# プロスクリプティオ
プロスクリプティオ（羅: proscriptio）とは、共和政ローマで実施された特定の人物を国家の敵として法の保護の対象外に置く措置。コルネリウス法によって定められ、リストに登録された者の生命・財産を奪っても罪に問われなかった。

## 概要

### 歴史上の執行例

#### 共和政時代
プロスクリプティオは少なくとも2回行われたことが記録されている。
- ルキウス・コルネリウス・スッラが終身独裁官に就任した時で、自身に反対する元老院議員やエクィテスなど300名以上の名前を公示、9000名近くが殺害されたとされる。
- 第二回三頭政治の時期で、プロスクリプティオによってマルクス・トゥッリウス・キケロらが殺害された。

### 古代ローマの滅亡後
古代ローマの滅亡後も「プロスクリプティオ」という言葉はしばしば登場する（フランス革命の恐怖政治や、アルゼンチンのペロニスタに対する弾圧など）。これは、立法府や行政府が実質的な司法権を行使することを意味する。
例えば、フランス革命政府の国民公会において、誰かが反革命分子として指弾されプロスクリプティオが議決された場合、その者はただちに逮捕され、革命裁判所でごく儀式的に死刑宣告が行われた後処刑されることとなる。
オックスフォード英語辞典では「追放若しくは死刑の宣告(decree of condemnation to death or banishment)」と解説されている。